# 福西崇史
福西崇史（1976年9月1日—），已退役日本足球運動員，司職中場，前日本國家足球隊成員。前任关东地区一级联赛球会南葛SC主教練。

## 俱樂部生涯
福西崇史参加足球运动较晚，到初中一年级才开始踢足球。在那之前他一直从事体操训练。
福西崇史在1995年从爱媛新居浜工业高中加盟磐田喜悦。在球队3次联赛夺冠中作出了卓越贡献。2007年从磐田喜悦转会到FC东京，2008年又来到了同城死敌东京日视。上赛季东京日视在最后一轮不敌川崎前锋从日职降级到日乙联赛。 
虽然一直在国内联赛效力，但是福西崇史也有去五大联赛效力的机会。2003年当时意大利的电视四台报道，福西崇史有望在今夏前往意甲豪门尤文图斯。
东京日视的前日本国家队中场福西崇史在30日宣布退役。福西崇史在去年11月30日接到了解约的通知并马上开始寻找下家，但他的家乡球队的爱媛FC提出的条件并未达到他的意愿。 
在2018年8月，南葛SC与高桥阳一让早已退役多年的前日本国脚福西崇史重新复出。在当年的12月，福西崇史担任了南葛SC的主帅。

## 國家隊生涯
1999年首次参加对秘鲁的国际比赛以来，他已在日本队中成为了主力。作为参加2002年世界杯的国家队成员，他在那届世界杯中只有一次出场机会。
2004年亚洲杯上，福西崇史的表现出色。在出征亚洲杯之前和斯洛伐克的友谊赛上，福西崇史打进两球；亚洲杯第一场和阿曼的比赛中，福西崇史的表现出色；和泰国的比赛中，他攻入了一球。

## 外部連結
- 日本職業足球聯賽中的福西崇史 （日語）
- 公式プロフィール （页面存档备份，存于） - サムデイ
- 福西崇史の「考えるサッカー」公式ブログ
- 連載 福西崇史 ビルドアップ （页面存档备份，存于） - 朝日新聞デジタル
- 連載 福西崇史 親子で一緒に学べる!! プチトレ - サカママ
- 有名人スポーツワンポイント講座 （页面存档备份，存于） - JS日本の学校 (2010年1月)
- 福西崇史が語る「ジュビロ黄金期の真実」 (1/3) , (2/3) （页面存档备份，存于） , (3/3) （页面存档备份，存于） - スポルティーバ (2013年10月13日)
- 福西崇史が回想する06年W杯「ヒデとの口論はただの意見交換。マスコミが喧嘩って書いただけ」(1/6) （页面存档备份，存于） , (2/6) （页面存档备份，存于） , (3/6) （页面存档备份，存于） , (4/6) （页面存档备份，存于） , (5/6) （页面存档备份，存于） , (6/6) （页面存档备份，存于） - フットボールチャンネル (2014年6月11日)
- 元日本代表MF・福西崇史のもっと楽しめるサッカー観戦 5つの秘策 初級者編 (1/3) , (2/3) , (3/3) - All About FOOTBALL
- 元日本代表MF・福西崇史のもっと楽しめるサッカー観戦 5つの秘策 中級者編 (1/3) , (2/3) , (3/3) - All About FOOTBALL
- 福西崇史 – FIFA國際賽競賽紀錄 (存檔)（英文）
- 福西崇史在National-Football-Teams.com的資料（英文）
- プロフィール (2006年)，存于 - ジュビロ磐田
- プロフィール (2007年)，存于 - FC東京
- プロフィール (2008年)，存于 - 東京ヴェルディ
- 福西崇史 Takashi Fukunishi的Instagram帳戶